# Бързина (село)
Бъ̀рзина е село в Северозападна България. То се намира в община Хайредин, област Враца.

## География
Граничи със селата Рогозен, Манастирище и Ботево, всичките към община Хайредин. Близо до селото тече река Бързица, а в долната част се простира язовира на Бързина.

## История
След 1864 г. в селото са настанени значително число черкезки семейства, бежанци от Кавказ. Поради това преди Освобождението селото носи името Бързински черкези, или Бързински соват. Черкезите от селото, притежаващи огнестрелно оръжие, са едни от най-активните участници в гонитбата на Ботевата чета през май 1876 г.
След 1878 г. по силата на Берлинския мирен договор черкезите от селото се изселват, и с указ 161 от 25 юни 1884 г. то се именува Ботьово. През 1956 г. името му е осъвременено на Бързина.
При избухването на Балканската война в 1912 година един човек от Бързина е доброволец в Македоно-одринското опълчение.
През лятото на 1950 година, в разгара на колективизацията, горянска група в селото подпалва снопите по време на вършитба.

## Население
Преброяване на населението през 2011 г.
Численост и дял на етническите групи според преброяването на населението през 2011 г.:
|                     | Численост | Дял (в %) |
| Общо                | 251       | 100,00    |
| Българи             | 204       | 81,27     |
| Турци               | 0         | 0,00      |
| Цигани              | 43        | 17,13     |
| Други               | 0         | 0,00      |
| Не се самоопределят | 0         | 0,00      |
| Неотговорили        | 3         | 1,19      |

## Редовни събития
В края на юли или началото на август е Събора (сбора)/ на селото.